# Robert Carr Bosanquet
Pour les articles homonymes, voir Bosanquet.
Robert Carr Bosanquet, né à Londres le 7 juin 1871 et mort à Newcastle upon Tyne le 21 avril 1935) est un archéologue britannique. Il est le premier titulaire de la chaire d'archéologie classique à l'université de Liverpool (1906-1920), directeur de la British School at Athens (1900-1906) et président de la Society of Antiquaries of Newcastle upon Tyne (1933-1934).

## Biographie
Bosanquet naît à Londres en 1871, fils de Charles Bertie Pulleine Bosanquet et de son épouse Eliza Isabella née Carr. Il est le neveu paternel du philosophe Bernard Bosanquet. Il est élève boursier (King's Scholar) à Eton où il obtient une bourse pour Trinity College, à Cambridge, où il est membre du Pitt Club (en). Il obtient une mention très bien aux tripos classiques en 1892 et 1894, et est half blue au lancer de marteau.
Il poursuit ses études en 1892 à la British School at Athens et participe à des fouilles dans la ville minoenne de Palékastro en Crète, de 1902 à 1905. Il est directeur adjoint puis directeur, de 1899 à 1906, de la British School. Il dirige également des fouilles à Praisos en Crète (1901-1902) et à Sparte.
Il mène ses premières fouilles britto-romaines au fort romain de Housesteads sur le mur d'Hadrien en 1898 pour la Society of Antiquaries of Newcastle upon Tyne. Bosanquet organise des travaux de terrain avec John Myres, à Caerleon et Caersws . Il participe à la fondation de la Commission royale sur les monuments anciens et historiques du pays de Galles. Il épouse Ellen Sophia Hodgkin, ancienne étudiante en histoire diplômée de Somerville College. Le couple a cinq enfants. Un de leurs enfants, Charles Bosanquet, est universitaire.
Durant la Première Guerre mondiale, il sert en Albanie, à Corfou et à Salonique, de 1915 à 1917. Il prend sa retraite universitaire en 1920. Il accompagne la reine Mary lors de la visite de celle-ci au mur d'Hadrien en 1924. Il est président de la Society of Antiquaries of Newcastle upon Tyne (1933-1934). Il meurt le 21 avril 1935 à Newcastle.